# Albin Nilsson
Albin Nilsson, född 11 augusti 1993, är en svensk före detta fotbollsspelare.

## Karriär
Nilssons moderklubb är IFK Hässleholm. Han gick våren 2009 över till Ängelholms FF. I april 2011 flyttades han upp i a-laget. I december 2012 förlängde han sitt kontrakt med två år. I september 2014 förlängde han sitt kontrakt fram över säsongen 2016.
I december 2016 värvades Nilsson av Trelleborgs FF, där han skrev på ett tvåårskontrakt. I december 2018 skrev Nilsson på ett nytt tvåårskontrakt med klubben. Efter säsongen 2019 lämnade han klubben.
Den 23 december 2019 återvände Nilsson till moderklubben IFK Hässleholm. Efter säsongen 202 valde han att avsluta sin fotbollskarriär.

## Karriärstatistik
| Klubb              | Säsong             | Liga                      | Liga    | Liga | Svenska cupen | Svenska cupen | Övrigt  | Övrigt | Totalt  | Totalt |
| Klubb              | Säsong             | Division                  | Matcher | Mål  | Matcher       | Mål           | Matcher | Mål    | Matcher | Mål    |
| ------------------ | ------------------ | ------------------------- | ------- | ---- | ------------- | ------------- | ------- | ------ | ------- | ------ |
| Ängelholms FF      | 2011               | Superettan                | 4       | 0    | 0             | 0             | —       | —      | 4       | 0      |
| Ängelholms FF      | 2012               | Superettan                | 18      | 0    | 1             | 0             | —       | —      | 19      | 0      |
| Ängelholms FF      | 2013               | Superettan                | 4       | 0    | 3             | 0             | —       | —      | 7       | 0      |
| Ängelholms FF      | 2014               | Superettan                | 29      | 2    | 3             | 0             | —       | —      | 32      | 2      |
| Ängelholms FF      | 2015               | Superettan                | 29      | 0    | 4             | 0             | —       | —      | 33      | 0      |
| Ängelholms FF      | 2016               | Superettan                | 26      | 2    | 0             | 0             | —       | —      | 26      | 2      |
| Ängelholms FF      | Totalt             | Totalt                    | 110     | 4    | 11            | 0             | —       | —      | 121     | 4      |
| Trelleborgs FF     | 2017               | Superettan                | 18      | 1    | 5             | 1             | 2       | 0      | 25      | 2      |
| Trelleborgs FF     | 2018               | Allsvenskan               | 3       | 0    | 2             | 1             | —       | —      | 5       | 1      |
| Trelleborgs FF     | 2019               | Superettan                | 1       | 0    | 0             | 0             | —       | —      | 1       | 0      |
| Trelleborgs FF     | Totalt             | Totalt                    | 22      | 1    | 7             | 2             | 2       | 0      | 31      | 3      |
| IFK Hässleholm     | 2020               | Division 2 Östra Götaland | 13      | 1    | 0             | 0             | —       | —      | 13      | 1      |
| Totalt i karriären | Totalt i karriären | Totalt i karriären        | 145     | 6    | 18            | 2             | 2       | 0      | 165     | 8      |

1. ↑  Uppflyttningskvalmatcher mot Jönköpings Södra.[11][12]